# Anapoma uniformis
Anapoma uniformis là một loài bướm đêm trong họ Noctuidae.